# Sveučilište u Padovi
Sveučilište u Padovi (tal. Università degli Studi di Padova, skr. UNIPD) talijansko je javno sveučilište u Padovi, koje je u rujnu 1222. godine utemeljila skupina studenata s Bolognskog sveučilišta, što ga čini drugim po starini u Italiji i petim i dalje djelatnim sveučilištem u svijetu. Danas ga čine 32 fakulteta i osam škola. Dio je Coimbrske skupine.

## Vanjske poveznice
|  | Zajednički poslužitelj ima još gradiva o temi Sveučilište u Padovi |

- Službene stranice (tal.) (engl.)